# 大壁虎
大壁虎，又名大守宮、蛤蚧、蛤蚧蛇（广东湛江、广西梧州等地）、多格（云南红河、西双版纳）、德多、石牙（广西）、蛤蟹、仙蟾（古名）等，是一种主要分布于亚洲东南部、南部的壁虎科珍稀爬行动物。大壁虎在中国主要分布于广西、广东、云南等省区；此外在印度、缅甸、泰国、越南、菲律宾、马来西亚、印度尼西亚等国也有分布，現已擴散歸化到美國佛羅里達州南部與台灣南部。
大壁虎体长在20至30厘米左右，多棲息在懸岩峭壁的洞縫，個別也居住在樹洞裏。穴居的洞隙不大，身軀剛好能在洞內自由行動；遇敵即能甩尾逃脫，於事後長回，甚至其遇敵或捕獲獵物時會對之緊咬不放。洞隙形狀各異，一般洞寬15－30厘米，高3－6厘米，深度不等，有的可達數米之深。在野外常單獨或幾條棲息一處。大壁虎喜歡乾燥，在低窪或石山下部很難看到大壁虎的蹤跡，是世界上體型第二大的壁虎(僅次於巨人守宮)。
中医認為蛤蚧具有助腎陽、益精血的功效，能夠治療肺虛咳嗽、腎虛作喘、虛勞喘咳等證。 大壁虎属于濒危动物。根据中华人民共和国颁布的《国家重点保护野生动物名录》，大壁虎属于中国的国家二级保护动物；在《华盛顿公约》中，大壁虎属于附录二的物种。在中国大陆，任何对大壁虎的非法猎捕、收购、运输、售卖行为均属于犯罪行为在其它《华盛顿公约》缔约国，此类行为也不同程度触发该国的法律。

## 圖片

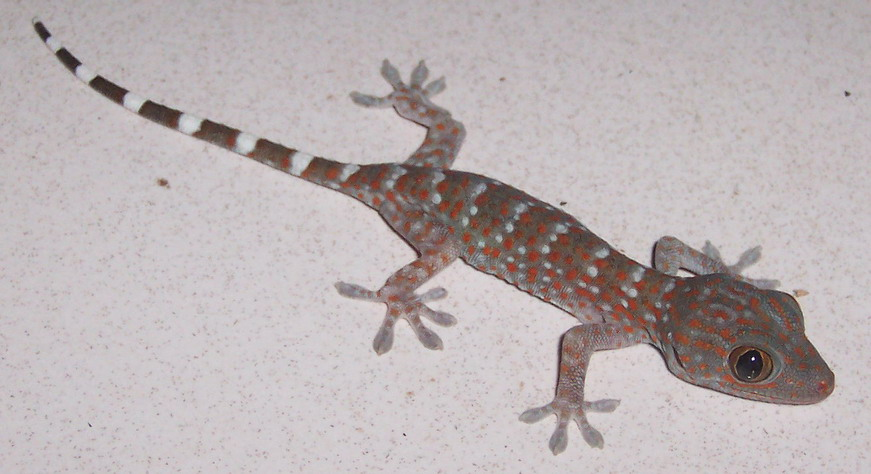
幼體
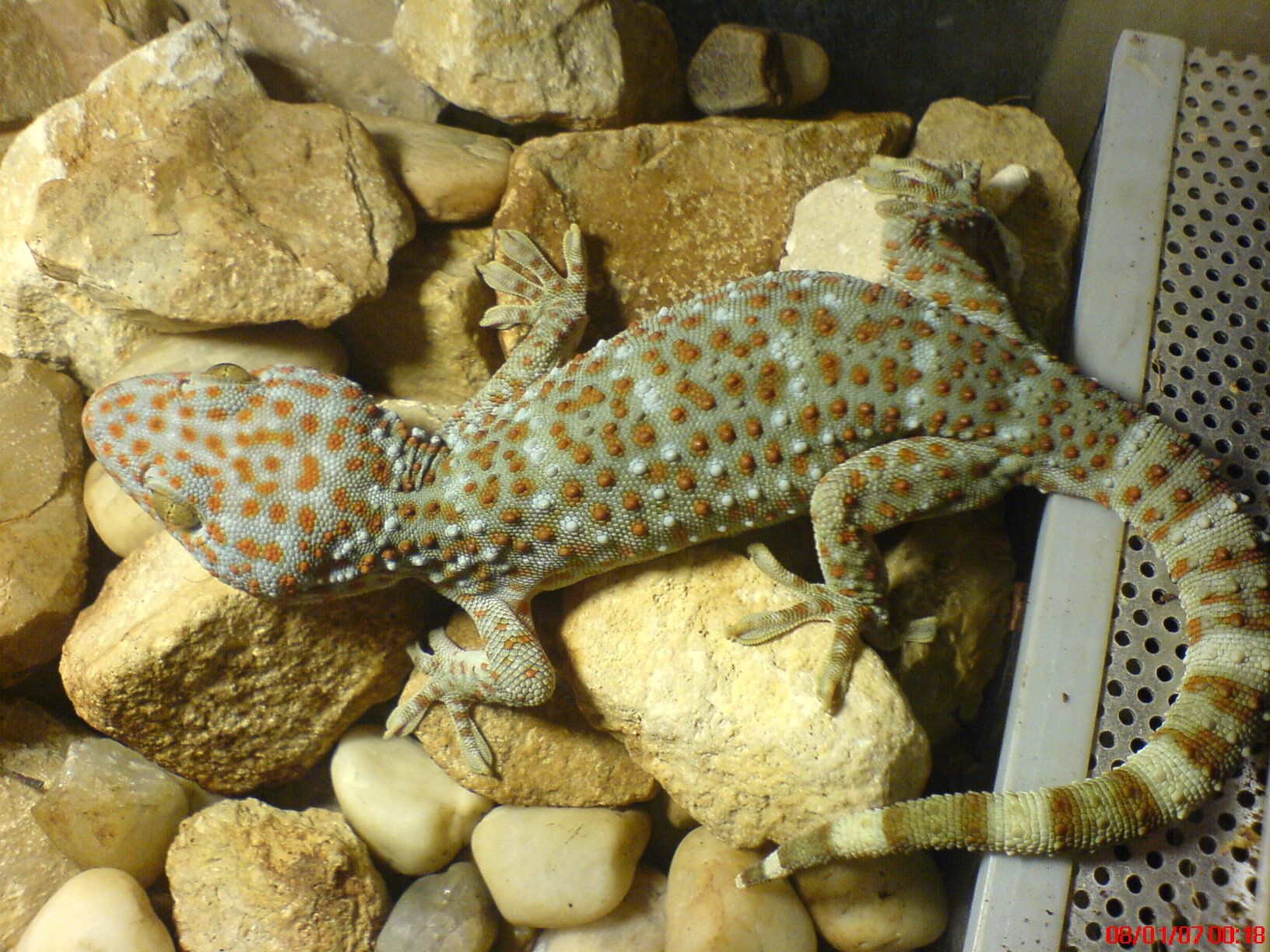
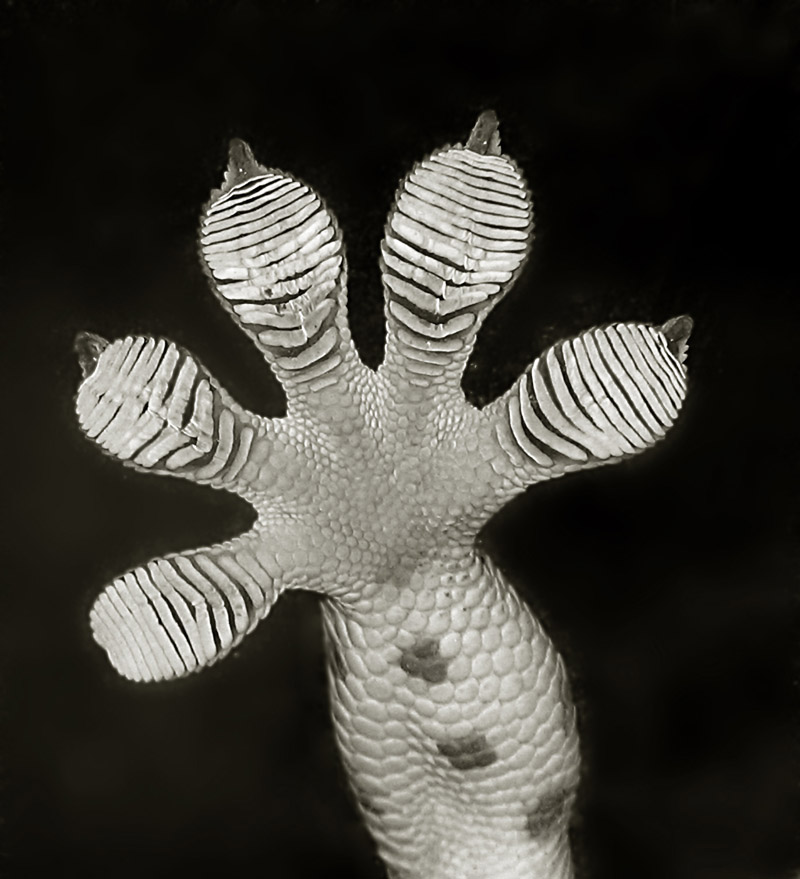
足趾

## 延伸阅读
[在维基数据编辑]
 《欽定古今圖書集成·博物彙編·禽蟲典·蛤蚧部》，出自陈梦雷《古今圖書集成》

## 外部連結
- Appendices | CITES （页面存档备份，存于） 《华盛顿公约》附录
- Tokay Gecko. （页面存档备份，存于） EcologyAsia.
- Tokay Gecko Care. （页面存档备份，存于） TokayGecko.org
- The sound of a Balinese geko in Sanur. Recorded October 2004. （页面存档备份，存于） SoundCloud.
- Nonnatives - Tokay Gecko. （页面存档备份，存于） Florida Fish and Wildlife Conservation Commission.
- 蛤蚧 中藥材圖像數據庫  (香港浸會大學中醫藥學院) （中文）（英文）